# František Molík (malíř)
František Molík (3. prosince 1894 Soběslav – 4. ledna 1970 Mlčechvosty) byl český akademický malíř, grafik, ilustrátor, pedagog, divadelní autor a scenárista.

## Životopis
Narodil se 3. prosince roku 1894 v Soběslavi. Studoval pražskou Akademie výtvarných umění, obor učitelství. Na univerzitě jej vedli učitelé Jakub Obrovský a Vlaho Bukovac. Po absolvování akademie začal učit v Mlčechvostech a později se stal řídícím učitelem ve Vraňanech.
Byl spoluzakladatelem lidového a uměleckého časopisu Věci a lidé. Jeho umělecká tvorba byla zaměřena na oblasti Veltrus, Vraňan a Lužce. Rovněž namaloval oponu ochotnického divadla v Záhoří. Nejčastěji vytvářel krajinomalby, exlibris, dřevorytů a knižních ilustrací. Mimo jiné psal pohádky a divadelní hry.
Ke konci života byl uveden jako čestný člen prezídia Akademie výtvarných umění v Praze.
Zemřel 4. ledna roku 1970 v části Mlčechvosty obce Vraňany, kde strávil většinu života. Bylo mu 75 let.